# Biblioteca di chimica Cesare Pecile
La Biblioteca di Chimica "Cesare Pecile" è una biblioteca scientifica che si trova a Padova in Via Marzolo. Dal 2003 la Biblioteca fa parte del Polo bibliotecario di Scienze, Farmacologia e Scienze Farmaceutiche dell'Università degli Studi di Padova. 
La biblioteca conserva, aggiorna, sviluppa e rende fruibile il patrimonio bibliografico e documentario a supporto della ricerca scientifica e dell'attività didattica che si svolgono in Ateneo e in particolare al Dipartimento di Scienze Chimiche.
Il patrimonio è costituito da: periodici (2.400 titoli a stampa), libri (13.000 circa), una collezione di volumi storici-rari (3.100 circa) e un centinaio di libri antichi (pubblicazione antecedente il 1830), a cui si aggiungono numerosissime risorse elettroniche (e-book e periodici elettronici) del Sistema Bibliotecario di Ateneo.

## Storia
Nel 1962 gli Istituti di Chimica Analitica, Chimica Generale, Chimica Fisica e Chimica Organica, che costituivano il gruppo chimico all'interno della facoltà di Scienze Matematiche, Fisiche e Naturali (MM.FF.NN.) dell'Università di Padova, decisero di unificare il personale, le strutture e il patrimonio bibliografico delle singole biblioteche. Questa unificazione portò alla creazione della Biblioteca del Seminario Chimico, situata nell'edificio di via Marzolo 1, dove confluirono tutte le risorse disponibili.
Nel 1986, il Seminario Chimico fu trasformato in Centro di Servizi Interdipartimentali, noto come "CIS Centro Interchimico". In concomitanza con questo cambiamento, la biblioteca assunse la nuova denominazione di Biblioteca del Centro Interchimico.
Il 1º gennaio 2004, la nascita del Dipartimento di Scienze Chimiche segnò una nuova fase di riorganizzazione. Questo dipartimento venne costituito dall'unione del CIS Centro Interchimico, del Dipartimento di Chimica Organica, del Dipartimento di Chimica Inorganica e del Dipartimento di Chimica Fisica. Di conseguenza, la biblioteca associata a questo nuovo dipartimento prese il nome di Biblioteca del Dipartimento di Scienze Chimiche. Con la riorganizzazione del Sistema Bibliotecario di Ateneo, la Biblioteca del Dipartimento di Scienze Chimiche venne integrata nel Polo Bibliotecario di Scienze, Farmacologia e Scienze Farmaceutiche, ampliando ulteriormente la sua portata e il suo ruolo all'interno dell'università.

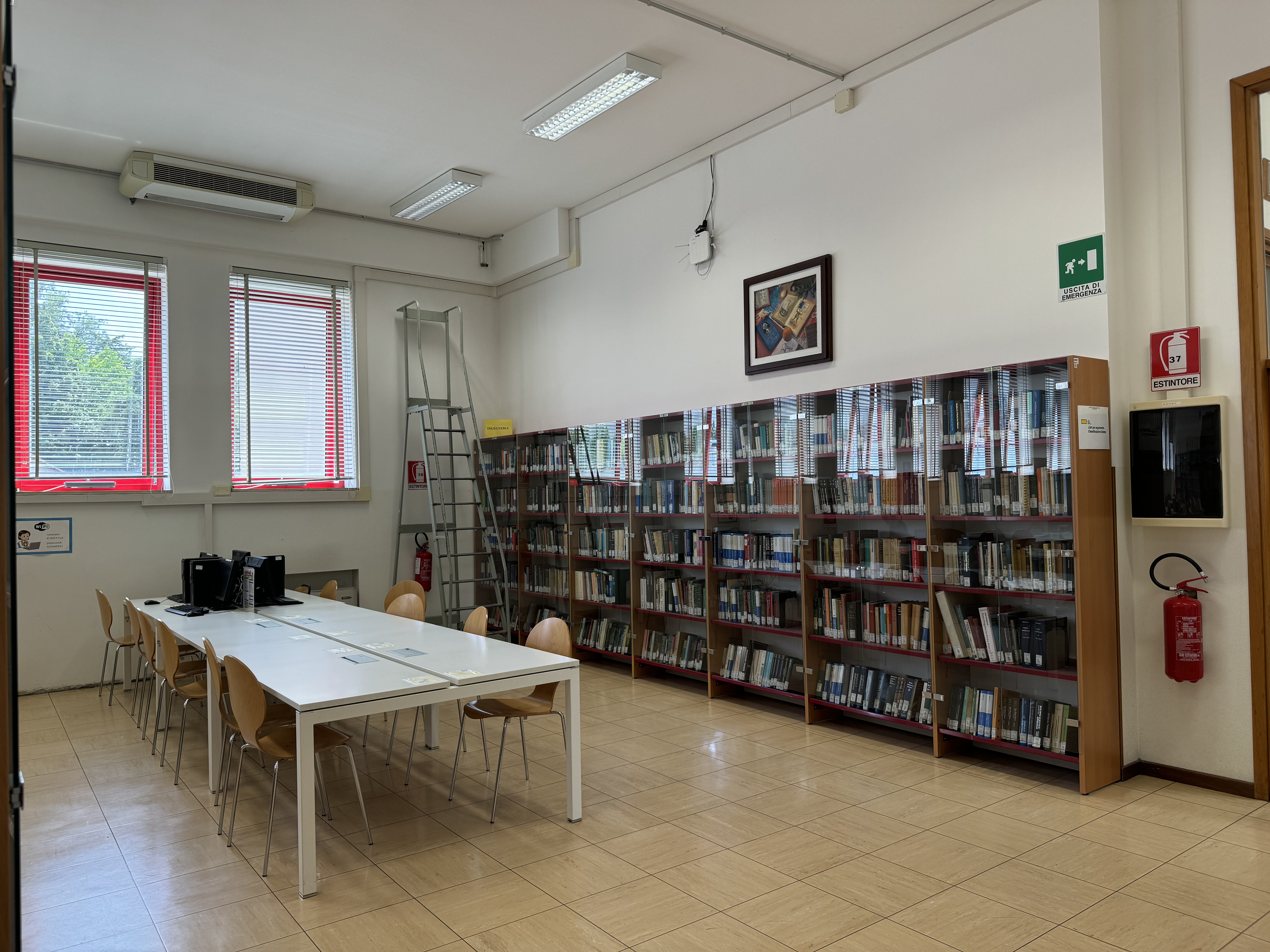
Biblioteca

Infine, nel 2013, la biblioteca fu ufficialmente intitolata Biblioteca di Chimica "Cesare Pecile", in onore di Cesare Pecile, consolidando la sua identità e la sua importanza nel panorama accademico.
Durante la cerimonia, è stata illustrata la figura di Cesare Pecile, evidenziandone i molteplici aspetti sia nel campo della ricerca scientifica che in quello della didattica, oltre al suo significativo impegno istituzionale. Pecile è stato descritto come uno studioso di grande spessore e competenza, ma anche come un protagonista attivo e influente della vita accademica. Tra i suoi numerosi ruoli, ha ricoperto quello di preside della Facoltà di Scienze dal 1990 al 1999, contribuendo in modo determinante alla creazione di un sistema organizzato per la gestione delle biblioteche dell'Università di Padova.
La Biblioteca di Chimica aveva un significato speciale per il professor Pecile, che per molti anni ne fu direttore, dedicandosi con passione e impegno allo sviluppo del suo patrimonio bibliografico e dei servizi offerti agli utenti.

## Collezione
Il fondo "Cesare Pecile" è una collezione che comprende 59 opere suddivise in 93 volumi fisici, con 80 libri antichi e 13 moderni, alcuni dei quali presentano segni del possessore, note manoscritte e altri documenti che sono stati mantenuti per il loro valore storico. Quando si considerano i secoli e i luoghi di stampa, si osserva una predominanza delle opere del XVIII secolo e delle edizioni stampate a Venezia.
Gli interventi di Pecile sui volumi, che includono annotazioni e materiale bibliografico, esprimono il suo profondo coinvolgimento e amore per i libri. La collezione riflette il suo interesse per la scienza, la filosofia politica e la storia, con particolare attenzione alla nascita del metodo scientifico moderno e alla formazione del pensiero civile. Il restauro catalografico della collezione non solo migliora la conservazione del patrimonio, ma permette anche una maggiore accessibilità e promuove una comprensione più profonda della figura di Pecile, evidenziandone il ruolo di studioso, educatore e umanista.
I documenti inseriti nei volumi testimoniano la storia della raccolta Pecile e i precedenti possessori, tra cui prestigiose biblioteche e antiquari rinomati. I volumi sono stati catalogati nel Sistema Bibliotecario Nazionale (SBN) e ordinati per formato e cronologia. I volumi danneggiati sono stati legati e riparati utilizzando materiali adatti alla conservazione. La biblioteca di chimica ha collegato la descrizione delle opere a versioni elettroniche accessibili al pubblico, permettendo la consultazione remota di una parte significativa della collezione.
Già nel 2012, una versione elettronica ad accesso pubblico di circa metà delle opere catalogate era disponibile online, permettendo così a studiosi e appassionati di accedere a queste risorse bibliografiche. Tuttavia, attualmente, 24 dei volumi componenti il fondo non dispongono ancora di una versione digitalizzata. Il Polo Bibliotecario di Scienze ha quindi pianificato di colmare questa lacuna, impegnandosi direttamente nella digitalizzazione dei volumi rimanenti per garantire un accesso completo e facilitato a tutto il patrimonio del fondo.
La donazione dei libri antichi collezionati dal professor Pecile all'Università degli Studi di Padova ha notevolmente arricchito il patrimonio librario dell'Ateneo. Infatti, 38 dei volumi donati non erano presenti in alcuna delle biblioteche del Sistema Bibliotecario Padovano. Tra questi volumi, un'opera di particolare rilevanza è l'edizione del 1777 del Orbis sensualium pictus quadrilinguis… di Comenio. Questo esemplare è l'unico presente nel Catalogo del Servizio Bibliotecario Nazionale, a eccezione della copia posseduta dall'Università di San Marino, aggiungendo un valore significativo alla collezione dell'università.